# SZU–152
A SZU–152 (oroszul: Самоходная установка, magyar átírásban: szamohodnaja usztanovka) szovjet nehéz önjáró tüzérségi löveg, amely a KV–1 nehéz harckocsi alvázára épült. A második világháború idején használták.

## Előzmények
A második világháború elején a szovjet T–34 és a KV–1 harckocsik még képesek voltak felvenni a harcot a német harckocsikkal. A német PzKpfw VI Tiger I harckocsi, majd a PzKpfw V Panther megjelenésével a szovjet 76 mm-es F–34 harckocsiágyúk elavulttá váltak, az új német tankok frontpáncéljának és az oldalpáncél átütésére csak 500 méternél kisebb távolságból voltak képesek.
Ezért a szovjet hadvezetés a német hadosztályok megállítása érdekében elrendelte egy új, erősebb löveggel felszerelt harcjármű kifejlesztését 1943-ban, amely könnyedén képes hatástalanítani akár a Tigrist és a Párducot is. A fejlesztéssel Zsozef Kotyint bízták meg a leningrádi Kirov Gyárban, ahol akkoriban a KV nehéz harckocsikat is gyártották.
Az új önjáró löveghez a KV–1 alvázát használták fel. A 152 mm-es ML–20 tarackágyú bizonyult a legmegfelelőbb választásnak a harctéri tesztelések alapján és elegendő mennyiségben rendelkezésre is állt. Az első prototípusa a tervezés kezdetétől 22 nap alatt elkészült, majd 1943. február 14-én már a csapatokhoz is került. A sorozatgyártást megkönnyítette, hogy más harckocsik alkatrészeit használták fel és ennek köszönhetően a költségek alacsonyak maradtak.

## Előnyei és hátrányai
A SZU–152 azon kevés szovjet páncélosok közé tartozott 1943-ban, amely sikerrel vehette fel a harcot az olyan új generációs német harckocsikkal, mint a Tiger vagy a Panther. Lőszerkészlete repesz-romboló gránátokból állt, melynek robbanása elég erős volt ahhoz, hogy ha nem is ütötte át az ellenséges harckocsi páncélját, a harcjárművet harcképtelenné tegye.
Az önjáró lövegnek azonban megvoltak a hátrányai is: a lövedék nagyon lassú repülési sebessége (főleg a tömege miatt) és a kevés muníció (csak 20 darab gránátot hordozhatott). Az osztott lőszer és annak fizikai paraméterei nagy mértékben korlátozták a tűzgyorsaságot. Ez igen kedvezőtlenül hatott a harckocsik elleni összecsapásoknál. Igaz, az elülső páncél erősebb volt, mint a T–34-eseknek, de még így is átütötték a Pz.Kpfw. VI-osok és Pz.Kpfw. V harckocsik. Ráadásul a 152 mm-es tarack nagyon pontatlan volt nagy távolságra. Ezért a SZU-152-est inkább gyors letámadásra használták, nagyobb csoportokban, amivel megszüntették a német harckocsik előnyét – a nagyobb távolságban való jó használhatóságukat –, és egyidejűleg ki volt használva a SZU–152-es közelharcra való alkalmazhatósága.

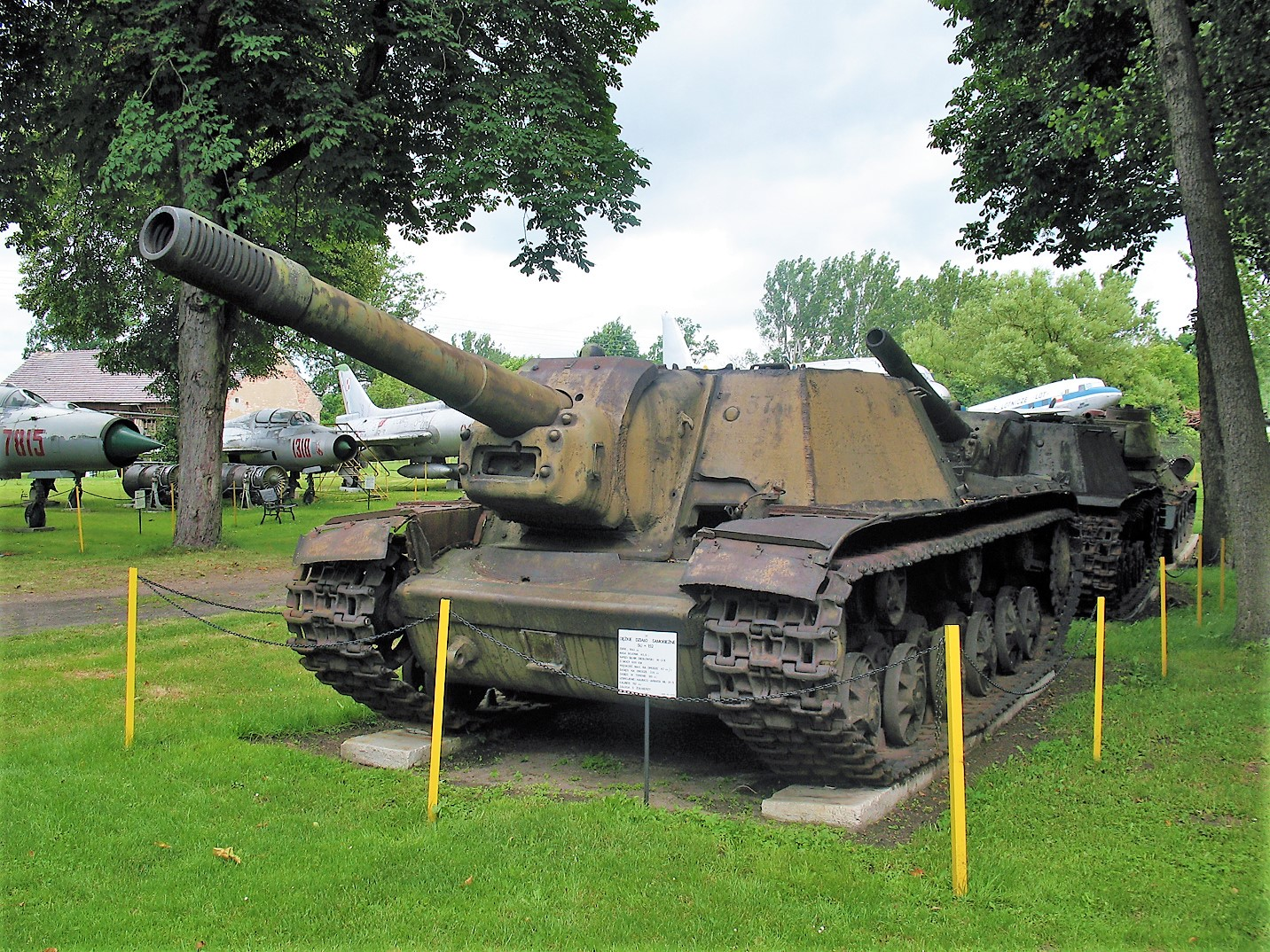
Egy SZU–152 a Lengyel Haditechnikai Múzeumban

A fő hátrány az elégtelen ventiláció volt. A kipufogórendszer füstje bejutott a legénység kabinjába, ami problémát jelentett, főleg a hosszabb csatáknál. Ez volt a fő ok, amiért dolgozni kezdtek a harcjármű feljavításán. Végül a KV–1 alváza ki lett cserélve az ISZ–2-ére, és az új modell az ISZU–152 nevet kapta. A SZU–152-eseket fokozatosan kicserélték az újabb verziójú ISZU–152-re, és 1954-re a legtöbb ilyen önjáró löveget kiselejtezték a szolgálatból.

## Fordítás
Ez a szócikk részben vagy egészben  a   SU-152 című szlovák Wikipédia-szócikk ezen változatának fordításán alapul.  Az eredeti cikk szerkesztőit annak laptörténete sorolja fel. Ez a jelzés csupán a megfogalmazás eredetét és a szerzői jogokat jelzi, nem szolgál a cikkben szereplő információk forrásmegjelöléseként.